# KKnD2: Krossfire
Krush, Kill 'n' Destroy 2: Krossfire (с англ. — «Круши, Убивай и Уничтожай 2») — релиз игры состоялся 31 октября 1998 года для Microsoft Windows. Версия для PlayStation вышла 15 апреля 1999 года под названием KKnD: Krossfire. Это постапокалиптическая стратегия в реальном времени (RTS), основанная на вооруженном конфликте между тремя расами: мутанты (Evolved — англ. Развившиеся), люди (Suriviors — англ. Выжившие) и роботы (Series 9 — англ. Серия 9). Продолжение игры KKnD. Серия 9 в предыдущих играх серии не появлялась.

## Сюжет
События кампании начинаются через сорок лет после начала войны между людьми и мутантами (через сотню лет после бомбардировки Земли ядерными ракетами). К этому времени конфликт вновь вступает в серьёзный оборот, но уже с новыми силами. Также к войне присоединяется третья сторона — роботы Серии 9.

### Предыстория Серии 9
До войны 2079 года, было разработано девять серий роботов для службы человечеству. Первые четыре серии были выпущены для работы в городских условиях, но были полностью уничтожены во время бомбардировки городов. Все остальные роботы серий находились за пределами городов и не были уничтожены взрывной волной, но их Искусственный интеллект подвергся влиянию радиации. Изменения Серии 9 привели к повышенной агрессии, позже Серия 9 уничтожила все оставшиеся Серии. За сто лет после бомбардировки Земли Серия 9 осознала все произошедшее — люди уничтожили почву и растения (Серии 5-9 были сельскохозяйственного типа), тем самым лишив Серию 9 смысла существования. Сто лет ушло для разработки Серией 9 нового чувства — гнева, на разработку оружия для уничтожения человечества, которое продолжало угрожать Серии 9.

### ПредысторияEvolved
За сорок лет после войны мутанты сделали для себя вывод — люди стали слишком много внимания уделять технологиям, забыв про себя, за что и были наказаны богами. Мутации — это дар свыше за то, что они отказались от технологий. Чтобы получить большую силу, мутанты полностью отказываются от технологий, используя только мутировавших животных и воинов.

### ПредысторияSurvivors
После долгой войны с мутантами, люди признали внешний мир непригодным для жизни, стали его бояться (агорафобия) и углубились назад в подземные тоннели.

## Игровой процесс
Игровой процесс KKnD 2: Krossfire во многом похож на другие игры жанра, но имеет некоторые особенности:
- Боевые единицы делятся на три группы: наземные, амфибии (могут перемещаться как по земле, так и по воде) и воздушные. Сбитая воздушная единица падает на землю, нанося серьёзные повреждения строениям и уничтожая войска.
- Вертикальная составляющая ландшафта. Не сильно влияет на внешний вид уровня (выполненного в диметрической проекции), но влияет на игровой процесс (войска, находящиеся в низине, не могут атаковать войска на возвышенностях).
- Расчёт True Line of Sight (истинная линия зрения), который определяет направление взгляда единицы и, исходя из этого, взаимодействует с туманом войны.
- Бункеры с войсками забытых технологий.

## Саундтрек
В игре звучат по 3 мелодии на каждую расу, длящиеся от 3 до 7 минут. Из всех мелодии 3 являются лицензированными. Это мелодия «Traitor» исполняющаяся группой «The Refo: mation» (Звучит во время геймплея за Выживших). «Diabet» исполняющаяся группой «Rip Van Hippy»(Звучит во время геймплея за Мутантов). «How Hip Is a Computer» исполняющаяся группой «Rip Van Hippy»(Звучит во время геймплея за роботов Серии 9).

## Отличия версии PlayStation от PC
- Упрощённая графика. (Ввиду технических характеристик консоли)
- Многие миссии изменены, упрощены и некоторые отсутствуют.
- Отсутствуют такие строения как: Armory / Forge / Weapon Control (Строение для возведения пушек), Repair Bay / Healing Tent / Maintenance Depot (Восстанавливает здоровье тяжёлых юнитов), Barricade / Skeletal Wall / Boundary Fence (Защитная стена), Force Wall / Thunder Fence / Bugzapper (Силовое поле между двумя стоящими на небольшом расстоянии по прямой столбами), Thermal Exchanger / Pig Pen / Wind Turbine (Производит кредиты с большей скоростью из альтернативных источников энергии), Laser Destroyer Tower / Touch of Death / Lightning Generator (Скорострельная турель, наносящая большой урон), Altar of the Scourge — Строение Evolved.
- Отсутствует юнит Enforcer / Missile Crab / Grim Reaper — Тяжёлый юнит для борьбы с пешими боевыми единицами, Scourge Demon — тяжелая пехота Evolved.
- Отсутствует юнит пехоты Laser Trooper / Spirit Archer / Sterilizer — скорострельная пехота с большим радиусом ведения огня.
- Отсутствует возможность сборных юнитов.
- Для получения пушек достаточно улучшить основное строение Outpost / Clan Hall / Barn.
- Мобильное основное строение Mobile Outpost / Mobile Clan Hall / Mobile Barn нельзя транспортировать на самолёте.
- Можно строить только по 2 строения каждого вида. Пушки стандартно до 4 строении каждого вида.
- Можно строить до 8 юнитов каждого вида. Это касается пехоты, тяжёлых юнитов, самолётов и танкеров перевозящие нефть.
- Строения можно улучшить максимум до 4-го уровня.
- Присутствует режим Хаоса в котором имеется возможность играть вдвоём на разделённом экране.

## Оценки
| Сводный рейтинг       | Сводный рейтинг |
| Агрегатор             | Оценка          |
| --------------------- | --------------- |
| GameRankings          | 64,00 %         |
| Русскоязычные издания |                 |
| Издание               | Оценка          |
| «Игромания»           | [ 3 ]           |

## Отменённый сиквел
В 1999 году анонсировали сиквел под названием KKnD:Infiltrator, но позже игра была отменена по неизвестным причинам. Разрабатывали игру Beam Software, а издателями должны были выступить Melbourne House, Infogrames.Известно только то что игра должна была быть в жанре Экшн с элементами вождения. Игрок должен был взять на себя роль Проникнувшего (на англ. Infiltrator) разведчика на грязном мотоцикле, который выполняет ряд опасных миссии на территории противника. В интернете сохранились только концепт арты данной игры.